# Svarttjärnen (Malungs socken, Dalarna, 669564-138513)
Svarttjärnen är en sjö i Malung-Sälens kommun i Dalarna och ingår i Göta älvs huvudavrinningsområde. Sjön har en area på 0,105 kvadratkilometer och ligger 346,4 meter över havet. Sjön avvattnas av vattendraget Lövån (Stensjöälven).

## Delavrinningsområde
Svarttjärnen ingår i det delavrinningsområde (669726-138362) som SMHI kallar för Utloppet av Kasjön. Medelhöjden är 384 meter över havet och ytan är 24,07 kvadratkilometer. Det finns inga avrinningsområden uppströms utan avrinningsområdet är högsta punkten. Lövån (Stensjöälven) som avvattnar avrinningsområdet har biflödesordning 3, vilket innebär att vattnet flödar genom totalt 3 vattendrag innan det når havet efter 397 kilometer. Avrinningsområdet består mestadels av skog (79 procent). Avrinningsområdet har 1,55 kvadratkilometer vattenytor vilket ger det en sjöprocent på 6,4 procent.